# Gaucherie
Pour les articles homonymes, voir Gaucher.
« Main gauche » redirige ici. Pour l'arme blanche, voir Main-gauche.
 (juillet 2012).

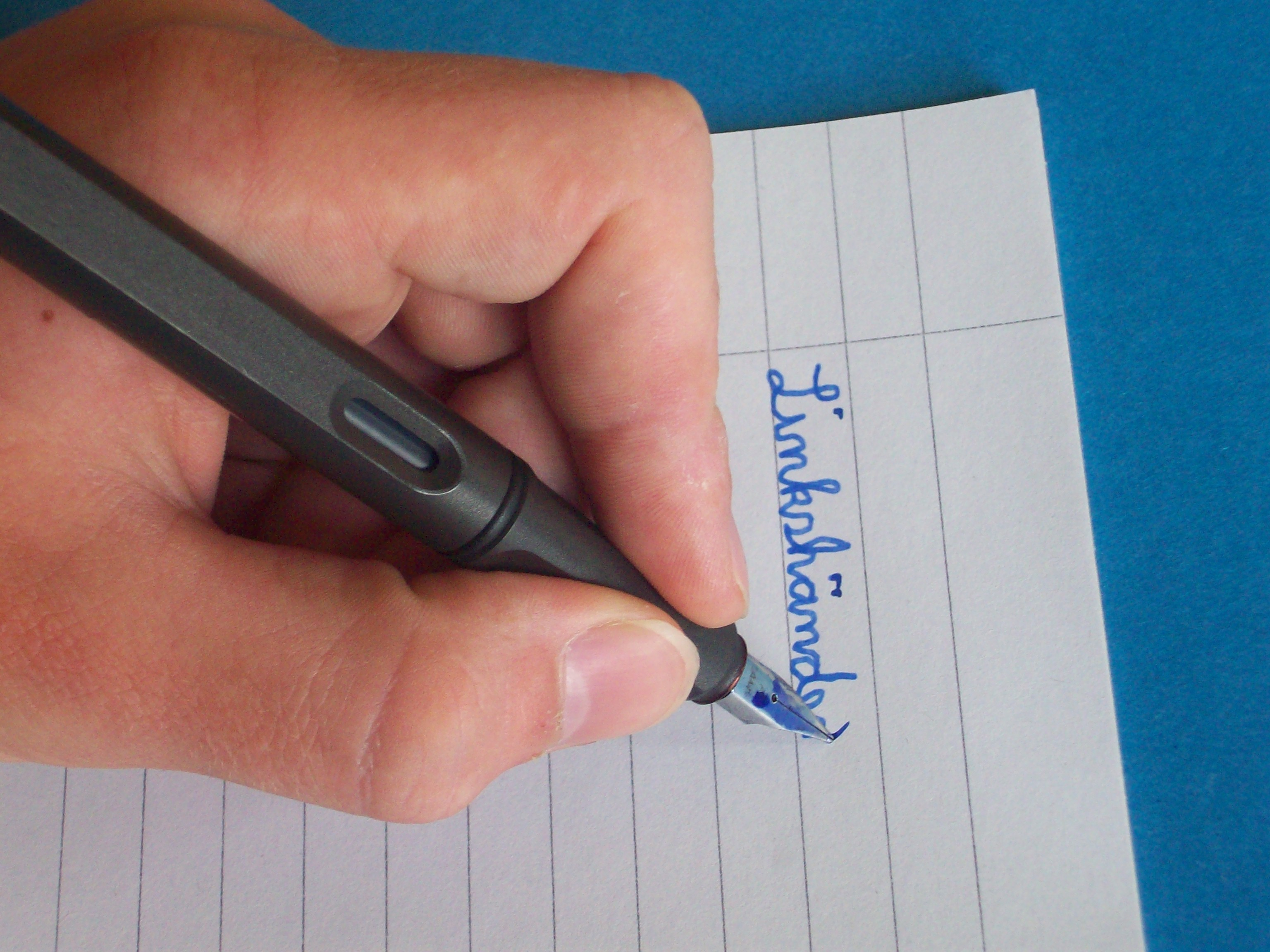
Gaucher en train d'écrire.

La gaucherie, ou sinistralité, est l'usage par une personne de la main gauche dans les tâches courantes.

## Étymologie
Si l'on s'appuie sur les origines du mot, la gaucherie est synonyme de maladresse et malheur :
Le verbe gauchir dérive de guenchir : faire des détours, emprunté au Francique wenkjan (chanceler, vaciller). Il y a peut-être eu croisement  avec gauch(i)er : fouler, du Francique walkan, dont l'origine latine est valgus : bancal, donc maladroit.
Au Moyen Âge, une connotation négative était donnée au terme senestre : le côté gauche, dont l'origine latine est sinister. Ceci vient de l'ancienne pratique romaine des augures : les événements (oiseaux) provenant de la gauche de l'observateur étaient considérés comme de mauvais présages. De plus, cette connotation a été renforcée après la christianisation de l'Empire romain car on retrouve la même connotation négative dans la Bible (surtout le Nouveau Testament comme Matthieu 25:41 "Ensuite il dira à ceux qui seront à sa gauche : Retirez-vous de moi, maudits ; allez dans le feu éternel qui a été préparé pour le diable et pour ses anges" ; autrement dit : Ce qui est mauvais (Ceux qui sont maudits et les serviteurs du diable) se trouve à gauche), et qu'à l'inverse, c'est la droite qui est associée à ce qui est honorable, sage, approuvé par Dieu.

## Définition
La définition de gaucher s'oppose à celle de droitier. On parle de gaucherie homogène si cette latéralité concerne d'autres organes comme l'oreille, l'œil ou la jambe, sinon on parle de gaucherie partielle ou de latéralité croisée.
Être « gaucher » ou « droitier » n'est pas aussi net que le vocabulaire le laisse penser : quantités d'activités sont naturellement faites préférentiellement comme un gaucher par des droitiers, et inversement ; notamment, la latéralisation n'étant pas toujours homogène, ce peut être (par exemple) celle de l'œil qui s'impose à celle de la main[réf. souhaitée].
Cette préférence correspond à une latéralisation opposée du cerveau et s'accompagne donc d'une dominance de l'hémisphère droit pour les gauchers dans cette fonction[réf. souhaitée].
On dira d'une personne que son côté fort est à droite ou à gauche selon qu'elle est respectivement droitière ou gauchère. On parle de gaucher contrarié pour qualifier un individu naturellement gaucher, mais que l'on a contraint à utiliser la main droite pour les tâches de la vie courante (notamment l'écriture).

## Statistiques sur les gauchers
Selon une étude anglophone réalisée en 1977, les gauchers représenteraient 8 à 15 % de la population.
En France, en 2005, selon une enquête réalisée par l’association lesGauchers.com, le taux de gauchers serait de 12,9 %, 6 garçons pour 4 filles,.

## Cause de la gaucherie, et de la latéralisation
L'origine de la latéralisation est encore mal comprise, mais des études récentes[Quand ?] basées sur la biologie moléculaire et l'épigénétique ont apporté de nouvelles hypothèses.
On a d'abord supposé qu'il existe des éléments physiologiques (hormonaux par exemple), et sans doute génétiques, car une cause exclusivement culturelle ne semble pas compatible avec :
- le maintien d'une population de gauchers dans des cultures où ils sont déconsidérés ;
- la difficulté à devenir droitier quand on est « naturellement » gaucher ;
- le fait qu'on ne connaisse aucune culture où les gauchers soient ou aient été majoritaires chez les humains (les chevaux sont majoritairement gauchers)[réf. nécessaire].

En revanche, l'existence de familles de gauchers ne suffit pas à caractériser une origine génétique, ces familles n'ayant pas le même rapport à la gaucherie que le reste de la population.
Les jeunes enfants (avant 4 ans) sont déjà majoritairement droitiers, et adoptent généralement (rapidement : avant 6 ans) un comportement de droitier quand ils ne montraient pas de préférence ; la proportion de gauchers est faible au départ et augmente très peu.[réf. souhaitée][pas clair]
En février 2016, une première étude identifie la cause de la gaucherie dans le développement de la colonne vertébrale et à des facteurs épigénétiques (causes environnementales modifiant l'ADN) ; le mécanisme enzymatique précis qui serait à l’œuvre reste cependant à étudier,.
En 2017, des scientifiques allemands, néerlandais et sud-africains dirigés par des biophysiciens de l'Université de la Ruhr (Bochum) ont confirmé cette hypothèse après avoir étudié l'expression du génome lors du développement de la moelle épinière de bébés grandissant dans l'utérus entre la huitième et la douzième semaine de grossesse ; selon eux, les asymétries hémisphériques du cerveau seraient précocement induites par le développement spinal plutôt que par celui du cerveau ou du cortex moteur dont le développement est plus tardif. Les parties de la colonne vertébrale chargées de transmettre des impulsions nerveuses (électrochimiques) aux mains, aux bras, aux jambes et aux pieds seraient en cause.
Ceci explique que le fœtus humain présente très tôt des asymétries importantes de mouvements des bras, bien avant que le cortex moteur soit fonctionnellement lié à la moelle épinière, ce qui plaidait en faveur d'une expression génique spinale (dans la colonne vertébrale).
L'expression de l'ARNm génomique et la méthylation de l'ADN ont été analysées dans les segments cervicaux et thoraciques antérieurs de cinq fœtus humains : il montre des asymétries d'expression des gènes dépendant du développement. Ces expressions génétiques asymétriques sont épigénétiquement régulées par des asymétries d'expression du miARN dans la voie de signalisation de TGF-ß (en) et des phénomènes de méthylation des îlots CpG . 
Des mécanismes moléculaires de régulation épigénétique existent donc dans la moelle épinière, et ils sont le point de départ de la latéralisation chez l'individu, ce qui bouleverse notre compréhension de l'ontogénèse des asymétries hémisphériques chez l'être humain.

## Gaucher dans une population majoritairement droitière

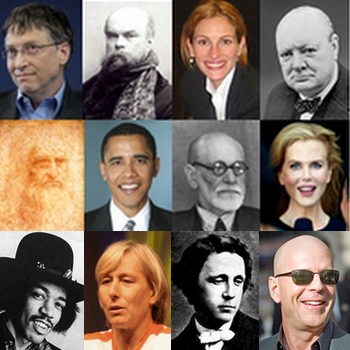
Douze personnalités gauchères très célèbres, de gauche à droite, et de haut en bas : Bill Gates, Paul Verlaine, Julia Roberts, Winston Churchill, Léonard de Vinci, Barack Obama, Sigmund Freud, Nicole Kidman, Jimi Hendrix, Martina Navrátilová, Lewis Carroll, Bruce Willis.

La majorité des êtres humains étant droitiers, la plupart des objets manufacturés non symétriques ou ayant un sens normal d'utilisation sont fabriqués pour être utilisés par un droitier.
Ainsi, un téléphone fixe aura le combiné à gauche pour être saisi de la main gauche, laissant la main droite libre pour composer le numéro ou prendre des notes, et dans le métro, la validation du titre de transport se fera toujours sur le côté droit. La plupart des souris d'ordinateurs à plusieurs boutons ont leur clic principal qui tombe sous l'index quand on les prend en main droite, il faut donc que le gaucher en change le paramétrage, s'habitue à cliquer du majeur, ou adopte une souris spécifiquement pour gaucher.
Plus subtilement, les paires de ciseaux sont souvent faites pour les droitiers ; sur un crayon ou stylo bille, on ne pourra voir le nom de la marque à l’endroit que si on le tient de la main droite. Les poches intérieures de vestes sont la plupart du temps du côté gauche, facilitant la saisie d'objets s'y trouvant par la main droite. Le déclencheur des appareils photographiques est toujours côté droit. Les cartes à jouer, quand elles ne comportent des inscriptions que sur deux des quatre angles, ne correspondent pas au sens de déploiement de la main par les gauchers. À table, la cuillère, placée entre l'assiette et les verres, a son manche sur le côté droit, etc.
Souvent sans importance, cette latéralisation peut être gênante dans quelques cas particuliers :
- dans le domaine militaire (et plus généralement dans les groupes organisés dont les mouvements doivent être coordonnés : orchestres musicaux, par exemple) : le guerrier porte le bouclier à gauche, ce qui protège mieux le cœur, et l'arme en main droite, et pour constituer une troupe homogène le gaucher doit faire comme les autres, au risque de perdre de son efficacité ;
- sans doute pour des raisons dérivées de la fonction militaire, la droite considérée comme le côté honorifique et la gauche (la sinistre) comme le côté maléfique ;
- le côté gauche est le côté vulnérable, que l'on confie à un ami sûr : la droite est la place d'honneur ;
- une troupe antique (phalange grecque, par exemple) a tendance à dériver vers la droite de la ligne de bataille, parce que les hommes déjà couverts sur leur côté gauche par leur propre bouclier cherchent à se couvrir leur droite par le bouclier de leur voisin de droite ; les lignes de bataille ont tendance à tourner, et souvent les batailles antiques se gagnent sur le flanc droit (où il apparaît un surnombre) et se perdent sur le flanc gauche (que les hommes fuient) ; cause ou conséquence, les chefs militaires mettent généralement leurs troupes d'élite à droite : le gaucher est mal vu ;
- les sociétés discriminent parfois leurs minorités, dont celles des gauchers ;
- l'utilisation de certains outils électriques peut s'avérer fort dangereuse. Les tronçonneuses, disqueuses et autres, sont toutes à l'usage des droitiers ;

- les gauchers doivent souvent faire preuve d'habileté pour parvenir à écrire correctement, puisque le sens de l'écriture latine (de gauche à droite) est inversé par rapport au sens qui leur serait naturel, et qu'ils doivent souvent pousser leur stylo là où la plupart des droitiers le tirent. Les enseignants ignorent en général comment aider un gaucher à écrire correctement (basculer un peu la feuille vers la gauche, la droite de la feuille en haut ; placer le gaucher à la gauche d'un droitier permet d'éviter les coups de coudes).

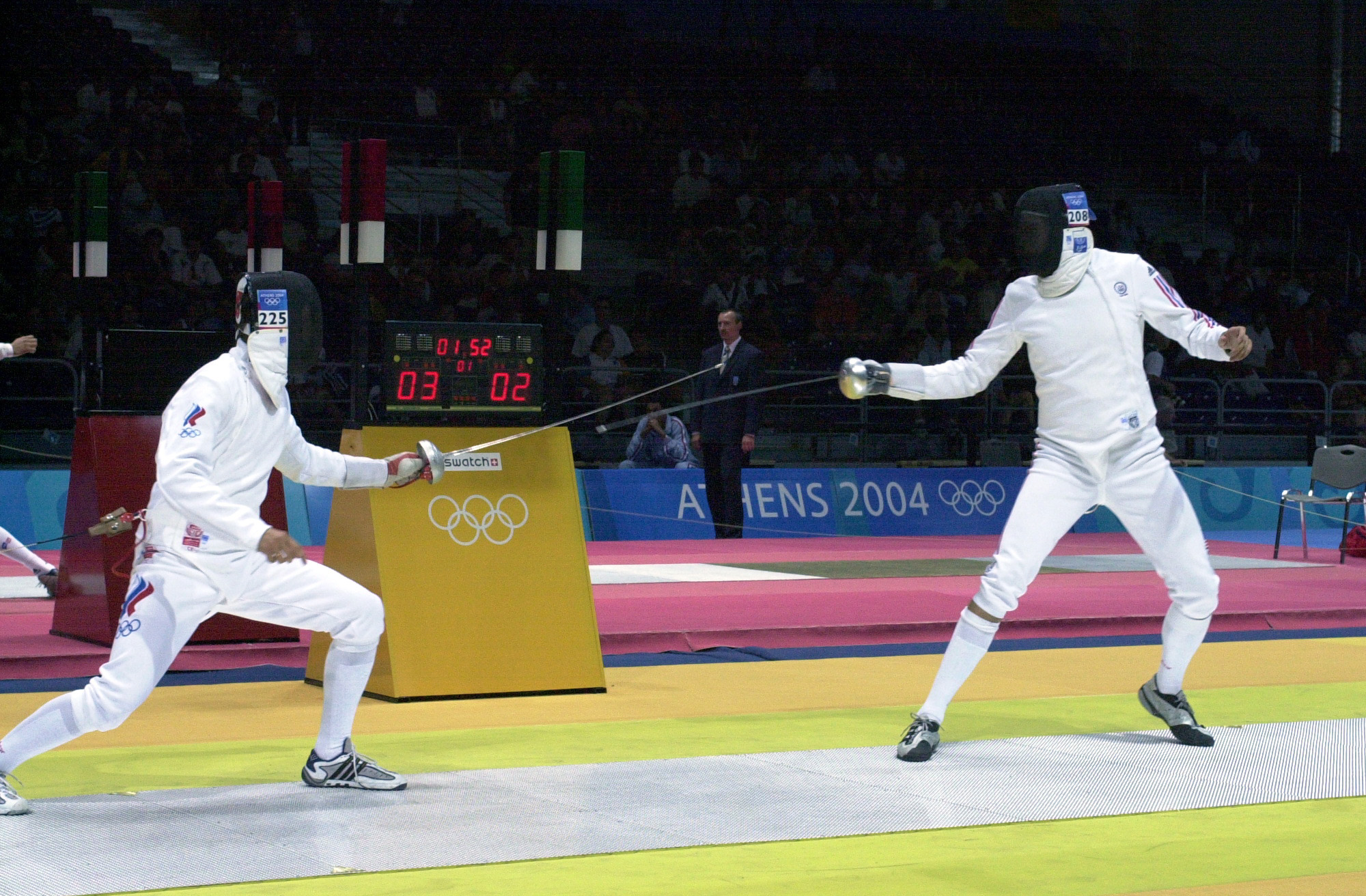
Un escrimeur gaucher face à un droitier.

## Gauchers en sport
Plus rarement, le gaucher a avantage d'adaptation : dans les situations de duel, il est forcément habitué à des adversaires droitiers, et il est à égalité avec un éventuel, et plus rare, adversaire gaucher ; au contraire, les droitiers ont moins l'habitude d'affronter des gauchers. Ceci existe encore dans les sports « d'opposition » (escrime, boxe, judo, tennis, tennis de table…). Ainsi, un boxeur droitier sera déconcerté par la garde « inversée » d'un gaucher, alors que l'inverse ne sera pas vrai.
On trouve dans l'élite de certains sports une sur-représentation : 15 % de gauchers chez les joueurs de tennis, 23 % en boxe et en badminton, 32 % en tennis de table, et même jusqu’à 50 % en fleuret. On constate facilement en examinant les listes de champions dans ces sports que les gauchers y figurent en proportion nettement plus importante que dans le reste de la population. On trouvait en particulier en 1980 une surreprésentation significative des gauchers, 6 sur les 10 premiers mondiaux au tennis de table, 3 sur les 4 premiers au tennis, et 8 sur 10 en fleuret.
Certains gauchers peuvent aussi utiliser leur main droite pour le sport, souvent lorsqu'ils y ont été contraints par autrui durant l'apprentissage.

## Objets spécifiquement latéralisés

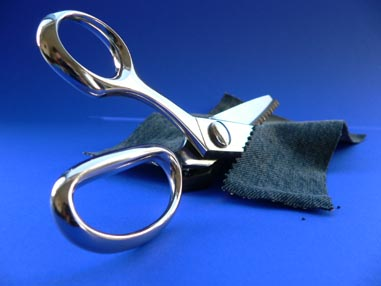
Ciseaux pour gauchers.

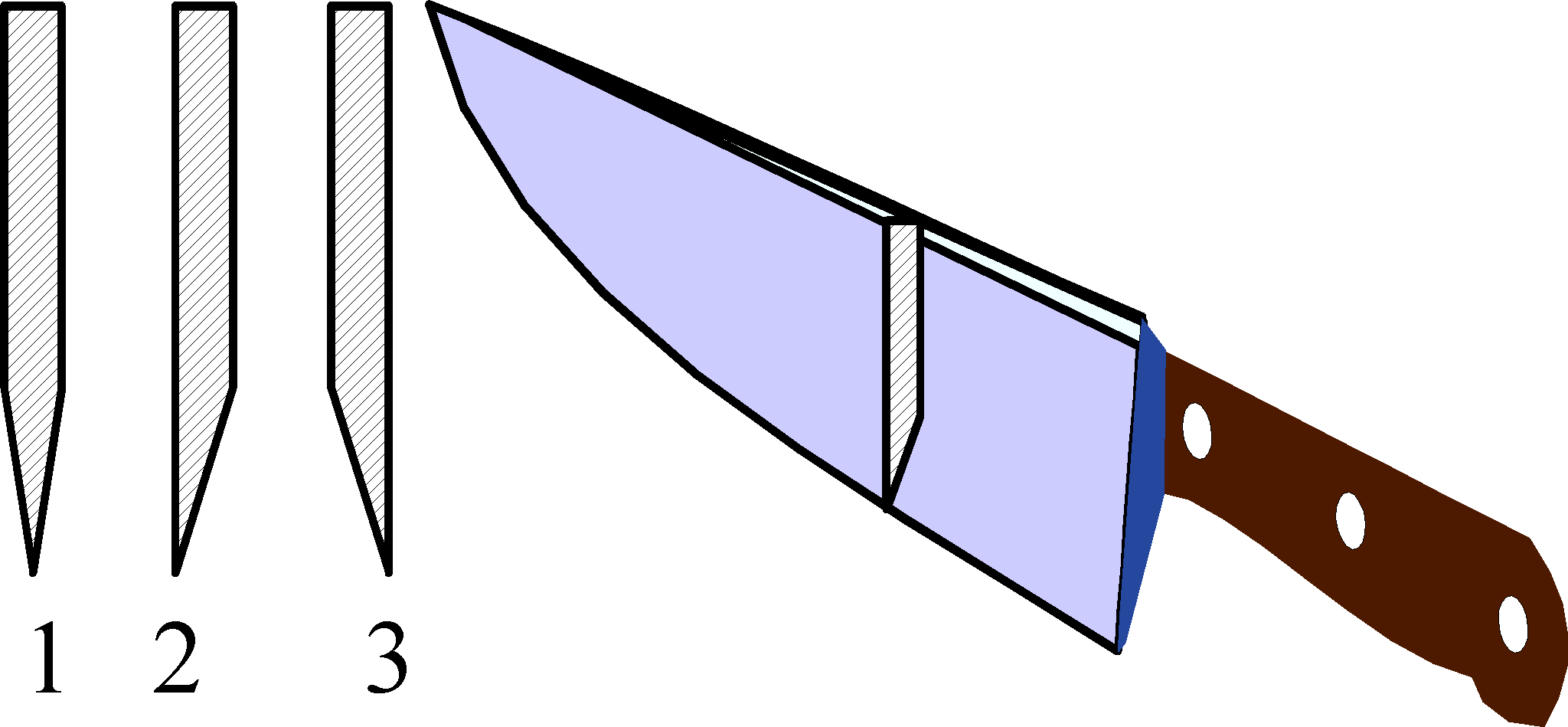
Couteau de cuisine : (1) Symétrique. (2) Pour droitiers (3). Pour gauchers.

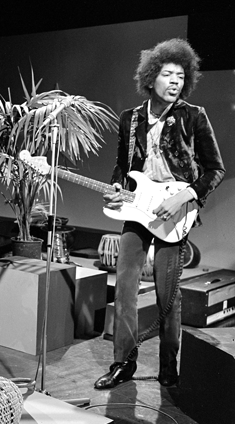
Guitare électrique de Jimi Hendrix de droitiers, les modèles pour gauchers étant encore peu répandus en 1967.

De nombreux objets sont inutilisables ou difficilement utilisables par les gauchers. Pour les objets les plus courants, des versions conçues pour les gauchers sont généralement disponibles.
- Les paires de ciseaux constituent l'exemple le plus fréquent. Le sens de croisement des lames de ciseaux ordinaires empêche un gaucher de voir sa ligne de coupe, et impose donc des contorsions pour couper précisément. Les ciseaux de cuisine ou de bricolage à poignées ergonomiques adaptées à la forme d'une main droite sont quant à eux inutilisables de la main gauche. On trouve maintenant pour gauchers dans les supermarchés (surtout en période de rentrée scolaire).
- Les ouvre-boîtes sont prévus pour un mouvement plus adapté à une utilisation de la main droite ; ils sont normalement utilisables de la main gauche, mais le sens de rotation de la boîte est alors inversé, ce qui peut être contre-intuitif.
- Les guitares pour gauchers sont les symétries exactes des guitares pour droitiers. On en trouve en général plusieurs modèles dans les magasins de guitare. Ces guitares étant fabriquées en plus petite quantité, leur coût de production est plus élevé ; pour une même référence de guitare, le modèle gaucher est donc plus cher. Les guitares conçues pour être utilisées par des gauchers ne sont apparues que dans les années 1970. Pour cette raison, certains guitaristes comme Jimi Hendrix (décédé en 1970) jouaient avec une guitare pour droitiers en la retournant et en inversant les cordes ; d'autres gauchers comme Albert King, Dick Dale ou Coco Montoya utilisaient des guitares de droitiers en les retournant mais sans inverser les cordes, et jouaient donc avec les cordes à l'envers (les graves situées vers le bas), ce qui leur imposait la contrainte de devoir reconstituer et redéfinir eux-mêmes des positions de main pour jouer les accords sur le manche, avec l'avantage, dans une certaine mesure, de favoriser un style personnel. On peut noter que la guitare est une exception parmi les instruments de musiques : c'est le seul (exception faite des cas particuliers comme celui de la batterie) pour lequel il existe une version gauche, les autres instruments, mêmes ceux pour lesquels les fonctions des deux mains sont très différentes (famille des cordes frottées, comme les violons, par exemple) n'existent qu'en une seule version.
- Les liseuses dont les touches de fonction ne sont utilisables que par la main droite.
- Les appareils photographiques ou caméras ont toujours des boutons positionnés pour une utilisation de la main droite.
- Les armes à feu, dont les douilles sont éjectées à droite. Cela devient très gênant lorsque l'arme est dite de configuration Bullpup (bien que des kits de transformation existent pour gaucher). Notons que le fusil FAMAS peut éjecter, au choix de son utilisateur, les douilles par la droite ou par la gauche.
- Les clubs de golf, les poignées ergonomiques des armes d'escrime (y compris pour les poignées dites « droites », donc dans tous les cas), etc., sont habituellement conçus pour une utilisation de la main droite, avec des modèles spécifiques pour les gauchers.
- Les fusils qui éjectent les douilles par le côté droit, pouvant ainsi heurter le visage d’un tireur gaucher.
- Les pupitres scolaires avec un encrier disposé pour utiliser une plume de la main droite, ce qui n'est plus un problème depuis la généralisation du stylo-plume à cartouche.
- Les couverts sont généralement symétriques, mais compte tenu de l'apprentissage, des usages et de la disposition sur la table, qui est toujours prévue pour des droitiers, sont utilisés de façon variée par les gauchers : certains les utilisent comme les droitiers (fourchette à gauche, couteau à droite), d'autres les inversent, voire changent leur position selon l'usage (couteau tenu à droite avec une fourchette mais à gauche utilisé seul). Certains couverts sont spécifiquement conçus pour une utilisation de la main droite : c'est le cas des couteaux à poisson, conçus pour lever les filets de la main droite et mal adaptés à une utilisation à gauche, et des fourchettes à dessert qui sont pourvues d'une lame permettant de couper une part de tarte de la main droite.
- Les couteaux de poche munis d'un système d'ouverture d'une seule main sont généralement prévus pour droitiers ; certains sont ambidextres, d'autres ont un modèle pour gauchers.
- Les véhicules automobiles (moto, voiture, camion) privilégient la droite pour les opérations de freinage qui nécessitent plus de réflexes et de force, le côté gauche étant beaucoup moins sollicité.
- Les cartes à jouer sont marquées dans les coins pour permettre leur identification dans la main. Certaines sont seulement marquées dans leurs coins supérieur gauche et inférieur droit, qui sont visibles dans une main droite, mais pas dans l'ouverture naturelle d'une main gauche, ce qui oblige les joueurs gauches à des contorsions peu naturelles. Les jeux de cartes marqués aux quatre coins sont ambidextres.

Certains outils ont par nature un sens particulier d'utilisation, mais ne devraient pas poser de problème, quelle que soit la main utilisée :
- Les tire-bouchons et tournevis privilégient un sens de rotation, mais ce mouvement peut être effectué indifféremment par une main ou l'autre.

Certains outils sont naturellement prévus pour une utilisation de la main droite, mais peuvent être adaptés ou configurés pour un gaucher :
- La souris d'ordinateur à plusieurs boutons est prévue pour que l'action principale soit effectuée avec l'index de la main droite. Les souris ordinaires, de forme symétrique, peuvent être utilisées à gauche, l'action principale étant correspondant alors au majeur gauche, ou en inversant les fonctions des boutons pour qu'elle corresponde à l'index gauche. Les souris ergonomiques, dont la forme correspond à celle d'une main droite, sont inutilisables à gauche.

Outre les outils physiques, certains éléments graphiques ou numériques présentent également une latéralisation implicite. Ainsi, sur de nombreux smartphones, des emojis représentant des gestes — comme le pouce levé ou baissé, le poing fermé ou le biceps contracté — figurent généralement une main ou un bras droits.

## Gauchers contrariés
Dans de nombreuses cultures, la pensée symbolique oppose systématiquement deux pôles : le clair et l’obscur, le jour et la nuit, la naissance et la mort, le chaud et le froid. Dans ce schéma, la main gauche est fréquemment associée à des notions jugées négatives ou impures, tandis que la main droite symbolise la pureté, notamment dans certaines religions. Dans plusieurs traditions, il est ainsi considéré comme impoli de tendre la main gauche pour saluer.
Cette association péjorative de la main gauche remonterait au moins au XVe siècle et serait en partie liée à l’influence de la religion judéo-chrétienne. Dans l’iconographie et les textes, la main gauche est associée au vice, au mal ou à l’aumône, tandis que la bénédiction se fait de la main droite. La Bible mentionne également que les croyants vertueux se tiendront à la droite de Dieu, tandis que les impies seront placés à sa gauche.
À Rome, avant toute action importante, on consultait les augures qui rendaient les auspices. Ces auspices consistaient généralement en l'observation du vol des oiseaux, lâchés pour l'occasion. Lorsque les oiseaux allaient à droite, les auspices sont favorables, à gauche, défavorables. En conséquence en Occident, la gauche (sinistra en latin qui a donné sinistre en français) fut longtemps associée à une symbolique extrêmement négative ; aussi contraignait-on, naguère, les gauchers à utiliser préférentiellement leur main droite, en particulier pour écrire.
En Asie (Chine), l'usage de main droite est encore de nos jours quasiment imposé pour certaines activités (on les appelle les droitiers forcés). Ainsi, l'écriture des sinogrammes ne se fait qu'avec la main droite (en particulier pour la calligraphie). De même, à table, on considère qu'il est impoli de tenir ses baguettes dans la main gauche.
Cette intolérance est fortement liée au fait que la main gauche est réservée aux tâches d'hygiène quotidienne dans les familles traditionnelles (l'eau est utilisée et non du papier-toilette) ; cet usage est le même en Inde. Les repas où l'on mange à la main étant généralement servis dans un plat commun, il apparaît déplacé et non hygiénique d'utiliser la main gauche. Les étrangers se feront rappeler à l'ordre mais ils bénéficieront généralement d'une certaine indulgence.
Dans un monde largement pensé par et pour les droitiers, les gauchers sont parfois écartés de certains protocoles scientifiques. Selon un article de France Culture, certains experts expliquent cette exclusion par la crainte que les particularités fonctionnelles de leur cerveau n’influencent les résultats. Chez les droitiers, c’est généralement l’hémisphère gauche qui est dominant pour les fonctions motrices, et inversement chez les gauchers. Cette différence de latéralité cérébrale conduirait certains chercheurs à limiter, voire à exclure, la participation de gauchers dans leurs études.
La perception négative de la gaucherie ne s’exprime pas seulement par des contraintes physiques ou éducatives, mais également dans le langage courant.
En italien, sinistra fait écho à l’anglais sinister, le côté gauche du corps évoquant traditionnellement la diablerie ou la sorcellerie. En anglais, le terme right est associé à des concepts éthiques tels que righteousness (« agir selon la morale et la droiture ») ou au simple fait d’être right (« avoir raison »). Le mot left, quant à lui, provient de l’anglo-saxon lyft, qui signifie « faible » ou « brisé ».
En français, outre le terme sinistre, qui porte une connotation très négative, de nombreuses expressions, souvent péjoratives, associent la gauche à la maladresse ou à l’incompétence : être gauche, avoir deux mains gauches, se lever du pied gauche ou encore passer l’arme à gauche. Ces tournures contribuent à perpétuer, dans l’imaginaire collectif, l’association traditionnelle de la gauche avec le défaut, la malchance ou l’erreur.

## Célébration
Chaque 13 août, une association organise en France la journée nationale des gauchers. Et aussi la Journée internationale des gauchers au niveau mondial.